# City of Evil
City of Evil é o terceiro álbum de estúdio da banda estadunidense de heavy metal, Avenged Sevenfold, lançado em 7 de junho de 2005 pela Warner Bros. Records. O álbum foi certificado com "disco de platina" em agosto de 2009, com 1,5 milhão de cópias vendidas nos Estados Unidos e 2,7 milhões em todo o mundo. City of Evil foi o álbum mais vendido da banda até 2010, quando foi superado por Nightmare.
O álbum marca a mudança de estilo da banda, agora mais voltado aos gêneros entorno do heavy metal e hard rock, diferentemente dos dois álbuns anteriores em que os gêneros marcantes eram o metalcore e hardcore, onde o vocalista M. Shadows gritava excessivamente nas canções.
A música "Bat Country" foi escrita em homenagem ao escritor e repórter Hunter S.Thompson. O nome da música vem da página dezoito do terceito capítulo do seu livro Fear And Loathing In Las Vegas, onde Raoul Duke diz: "We can't stop here. This is bat country".

## Produção e composição
Anteriormente o Avenged Sevenfold havia escrito e lançado dois álbuns, Sounding the Seventh Trumpet em 2001 e Waking the Fallen em 2003, sobre o selo Hopeless Records. Embora nenhum álbum tenha atingido um enorme sucesso, o último recebeu disco de ouro pela RIAA. Waking the Fallen atraiu vários grandes gravadoras para a banda, e eventualmente eles assinaram com a Warner Bros. Records depois de considerarem muitas outras.

### Estilo musical
Quando começaram a escrever o álbum, os integrantes do Avenged Sevenfold buscaram novas influências para uma mudança de estilo em bandas como Blind Guardian, Guns 'N Roses e Helloween. Percebendo que suas bandas favoritas eram pesadas ou extremas mas capazes de compor boas melodias, eles decidiram mudar da agressividade do metalcore para estilos virtuosos, mais relacionados ao hard rock e heavy metal, com algumas influências e solos mais rápidos de speed metal e power metal. 
| “ | Quando começamos a trabalhar no álbum, nós dissemos, 'Sabem de uma coisa? Nenhuma das nossas bandas preferidas tem um som tão extremo, eles apenas escrevem músicas com boas melodias e continuam soando pesado | ” |

 disse M. Shadows em uma entrevista.

### Mudança vocal de M. Shadows
Shadows recorreu à Ron Anderson, um professor de canto que trabalhou anteriormente com Axl Rose e Chris Cornell. Shadows estava procurando adicionar mais energia vocal, um tom rouco de drive para sua voz, e trabalhou com Anderson intensivamente por meses antes de começarem a gravar o City of Evil.
"Ron me ensinou como ranger minha voz mantendo o tom. Ele trouxe todas essas técnicas e adicionamos à minha voz. Tenho trabalhado com ele à um ano e meio até agora, mas trabalhei com ele nove meses antes das gravações," disse Shadows, "Eu disse para ele que queria que minha voz soasse diferente para todo mundo, mas eu queria essas características na minha voz... Foi uma das coisas que mais trabalhamos nesse tempo."

Depois do lançamento surgiram rumores de que Shadows havia perdido a habilidade de fazer screaming com sua voz devido à uma cirurgia que ele precisou fazer depois da Warped Tour de 2003. O produtor Andrew Murdock desmentiu esses rumores dizendo 
| “ | Quando eu conheci a banda depois do Sounding the Seventh Trumpet... Matt (o vocalista) me entregou o CD, e disse: 'Essa gravação é toda com scream. A gravação que queremos fazer é uma mescla de scream com canto. Não queremos mais apenas o scream... o sucessor dessa gravação (City of Evil) será um álbum todo cantado. | ” |

## Videografia
City of Evil foi o álbum com mais clipes gravados até então pelo Avenged Sevenfold. Em 4 de Maio de 2005, eles lançaram o vídeo promocional para "Burn It Down", que foi feito da mesma maneira que o "Unholy Confessions" do Waking the Fallen (imagens ao vivo com o áudio de estúdio). Em 28 de Julho do mesmo ano, seu primeiro vídeo clipe profissional foi lançado para a música "Bat Country". Foi dirigido por Marc Klasfeld. Em 6 de Fevereiro de 2006, foi lançado o vídeo clipe de "Beast and the Harlot".  Algumas semanas depois do clipe ter vazado no YouTube. Foi dirigido por Tony Petrossian. Mais recentemente em 30 de Junho de 2006, foi lançado o clipe para a balada "Seize the Day" no MySpace do Avenged Sevenfold. O clipe foi dirigido por Wayne Isham.

## Aparição em outras mídias
A música "Beast and the Harlot" fez parte do Criterion Games's Burnout Revenge (2005)
Um cover da música "Beast and the Harlot" foi lançado no Guitar Hero II (2006) e a música original apareceu em Guitar Hero Smash Hits (2009) e Rock Band 3 (2010).
A música "Blinded In Chains" fez parte do jogo da EA Need For Speed: Most Wanted (2005) com uma versão menor e censurada para o jogo. A música original tem 6:34 e a versão do jogo 5:55.
A música "Bat Country" fez parte do Saints Row 2 (2008) da Volition Inc., NHL 06 (2005) da EA, Big Momma's House 2 (2006) da 20th Century Fox  e Guitar Hero: Warriors of Rock (2010) da produtora Activision.

## Recepção
| Críticas profissionais | Críticas profissionais |
| Avaliações da crítica  | Avaliações da crítica  |
| Fonte                  | Avaliação              |
| ---------------------- | ---------------------- |
| Allmusic               | [ 8 ]                  |
| Blender                | [ 9 ]                  |
| IGN                    | 7.9/10                 |
| Kerrang!               | [carece de fontes?]    |
| Metal Hammer           | 8/10                   |
| Punknews.org           | [ 12 ]                 |
| Rolling Stone          | [ 13 ]                 |
| Sputnikmusic           | 4.5/5                  |

O álbum estreou em No. 30 da Billboard 200 vendendo 30,000 cópias. Rolling Stone elogiou o trabalho das guitarras, dando ao álbum dando 3 de 5 estrelas. Johnny Loftus da Allmusic deu ao álbum 3 estrelas e meia de 5 e comentou: "...Avenged Sevenfold faz tudo certo, e soam como se tivesse se divertindo mais aqui do que em suas primeiras gravações". A versão britânica da alemã Metal Hammer deu ao álbum 8 de 10 estrelas e teve o comentário de Katie Parsons: "Eles estão fazendo da sua maneira, eles estão se divertindo e quem pode culpá-los?".
"Bat Country" foi um dos maiores singles de 2005, ocupando a 2ª colocação na Billboard Hot Mainstream Rock Tracks, No. 6 na Billboard Modern Rock Tracks, e No. 1 na MTV Total Request Live. A banda ganhou o prêmio de Melhor Novo Artista no MTV Video Music Awards de 2006, ganhando de Rihanna, Panic! at the Disco, James Blunt, Angels & Airwaves e Chris Brown.

## Track listing
Todas as músicas compostas por Avenged Sevenfold. Os escritores estão listados abaixo.
| N.º            | Título                  | Compositor(es)              | Duração |  |
| 1.             | "Beast and the Harlot"  | M. Shadows, Gates           | 5:42    |  |
| 2.             | "Burn It Down"          | Shadows, Christ             | 5:00    |  |
| 3.             | "Blinded in Chains"     | Shadows                     | 6:34    |  |
| 4.             | "Bat Country"           | The Rev, Shadows            | 5:13    |  |
| 5.             | "Trashed and Scattered" | Shadows                     | 5:53    |  |
| 6.             | "Seize the Day"         | Rev, Shadows                | 5:32    |  |
| 7.             | "Sidewinder"            | Synyster Gates, Christ, Rev | 7:01    |  |
| 8.             | "The Wicked End"        | Rev                         | 7:10    |  |
| 9.             | "Strength of the World" | Shadows, Vengeance, Christ  | 9:14    |  |
| 10.            | "Betrayed"              | Shadows, Christ             | 6:47    |  |
| 11.            | "M.I.A."                | Shadows                     | 8:48    |  |
| Duração total: | Duração total:          | Duração total:              | 72:39   |  |